# Nidhogg (jeu vidéo)
Vous lisez un « bon article » labellisé en 2015.
Pour l’article homonyme, voir Nídhögg.
Nidhogg est un jeu vidéo de combat sur le thème de l'escrime axé sur le multijoueur local. Il est conçu par le développeur indépendant Messhof et est commercialisé le 13 janvier 2014 pour Microsoft Windows via Steam après quatre ans de développement. Il est porté sur OS X le 19 mai 2014, puis sur PlayStation 4 et PlayStation Vita le 14 octobre de la même année. La version commercialisée inclut la possibilité de jouer en ligne, un mode de jeu solo et une bande son dynamique composée par Daedelus.
Le jeu se déroule dans un environnement en deux dimensions, à l'aspect rétro et pixelisé. Chaque joueur contrôle un personnage armé d'une épée qui se déplace sur une arène linéaire à défilement horizontal. Pour gagner, il doit atteindre le bord du terrain qui lui fait face ; mais seul le joueur qui est le dernier à avoir tué son adversaire peut se déplacer vers son objectif. Chaque partie est constituée de plusieurs petits combats rapides : en effet, il suffit d'un seul coup pour tuer son ennemi, mais celui-ci réapparaît dans l'arène après quelques secondes.
La qualité de l'expérience de jeu en multijoueur local est unanimement reconnue par la presse spécialisée et il est cité, à l'instar de TowerFall ou Samurai Gunn, comme l'un des jeux indépendants participant au renouveau de cette pratique. Sa simplicité, son accessibilité et sa convivialité sont particulièrement saluées, tout comme l'excellence de sa jouabilité et l'équilibre de son game design. En revanche, elle porte un regard perplexe sur le contenu solo du jeu, considéré comme bien trop maigre, et sur le jeu en ligne qui souffre beaucoup de ses problèmes de latence.
Nidhogg est récompensé par le Nuovo Award lors de l'Independent Games Festival de 2011 et par le Game Design Award lors de l'IndieCade de 2013. Une suite, intitulée Nidhogg II, est sortie en 2017.

## Description

### Système de jeu

#### Règles
Nidhogg est un jeu vidéo d'opposition, dans lequel deux joueurs armés d'épées s'affrontent. Le jeu se déroule dans une arène en deux dimensions à défilement horizontal ; chaque joueur a pour but d'atteindre l'extrémité de l'arène qui lui fait face, où le serpent Nídhögg l'attend pour le manger.
Le défilement du niveau ne se fait que dans le sens du joueur qui est le dernier à avoir tué son adversaire. Ainsi, à chaque moment du jeu, l'un des combattants est en position d'avancer vers son objectif tandis que le second doit essayer de stopper son avancée et de reprendre l'avantage. On peut comparer ce système à celui du football américain ou au tir à la corde. Le personnage occis réapparaît devant son adversaire après quelques secondes, intervalle de temps qui permet à celui-ci de parcourir une petite distance vers son objectif. La même chose se produit si un des personnages sort de l'écran à cause de son défilement.
Le jeu est parfaitement symétrique : chaque joueur a exactement les mêmes capacités — en particulier, il n'y a pas de sélection de personnage comme dans la plupart des jeux de combat — et les deux côtés de l'arène sont identiques, à la symétrie orthogonale près.

#### Mécanismes de combat

Animation représentant un combat dans Nidhogg. Le joueur jaune réussit à tuer son adversaire et peut donc avancer.

Le mécanisme de combat est simple. L'épée peut être tenue à trois hauteurs différentes : basse, moyenne et haute. Pour tuer son adversaire, il suffit de placer son épée à une hauteur différente de la sienne et de porter un unique coup d'estoc. Il est également possible de désarmer en changeant de garde.
En plus du simple coup d'épée, le joueur peut utiliser un coup de pied plongeant, crocheter son adversaire et éventuellement se battre à main nue. Il a aussi la possibilité de lancer son épée comme un projectile mortel, mais celui-ci peut être paré. Le joueur qui est le dernier à avoir tué son adversaire peut simplement avancer vers son objectif sans se préoccuper de combattre. Pour éviter celui-ci, il peut sauter au-dessus ou bien effectuer une roulade.
Chaque garde a ses propres avantages : par exemple, la garde haute permet de se défendre face aux coups de pied plongeants, la garde basse empêche l'ennemi de dépasser le joueur à l'aide d'une roulade, tandis que la garde moyenne est un compromis flexible entre ces deux solutions.

#### Modes de jeu

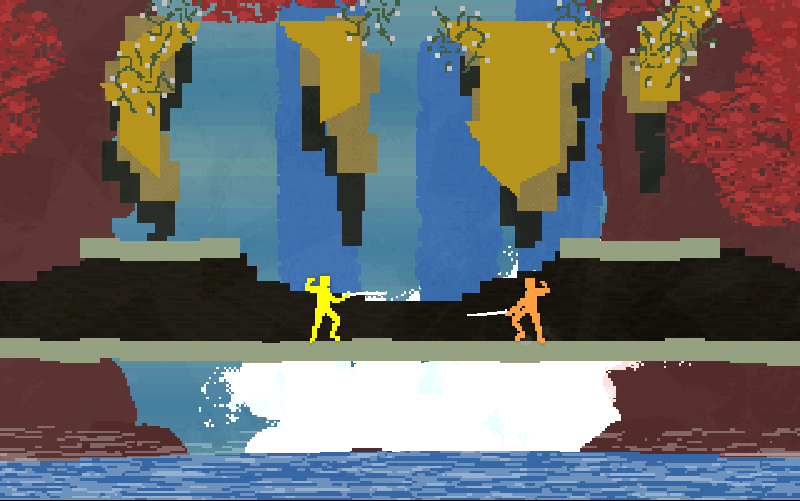
Écran de départ de l'environnement Wilds.

Le jeu dispose de quatre arènes différentes, chacune dotée de mécanismes spécifiques :
- La première, appelée Castle, est un château. Le personnage peut effectuer des wall jumps[note 1] contre ses murs.
- Clouds est un niveau dans les nuages où le sol se dérobe parfois sous les pieds des épéistes ;
- Mines est constitué de couloirs étroits et de tapis roulants[t 6] ;
- Des herbes hautes poussent dans Wilds, cachant la position des épées à la vue des joueurs[t 1].

Le système de jeu peut être plus ou moins modifié avant le début du jeu dans le menu des options. Par exemple, une variante permet de jouer avec des épées qui reviennent comme des boomerangs et une autre oblige le joueur à se déplacer en sautant.
Le jeu se destine surtout à être joué en multijoueur. À ce titre, il est possible de jouer en ligne. On peut aussi jouer en réseau local et dans ce cas il est possible d'organiser des tournois de huit participants. Il y a également un mode solo, qui consiste en une série de seize combats contre l'intelligence artificielle, qui devient de plus en plus forte au fur et à mesure de la progression.

### Aspects visuels et sonores

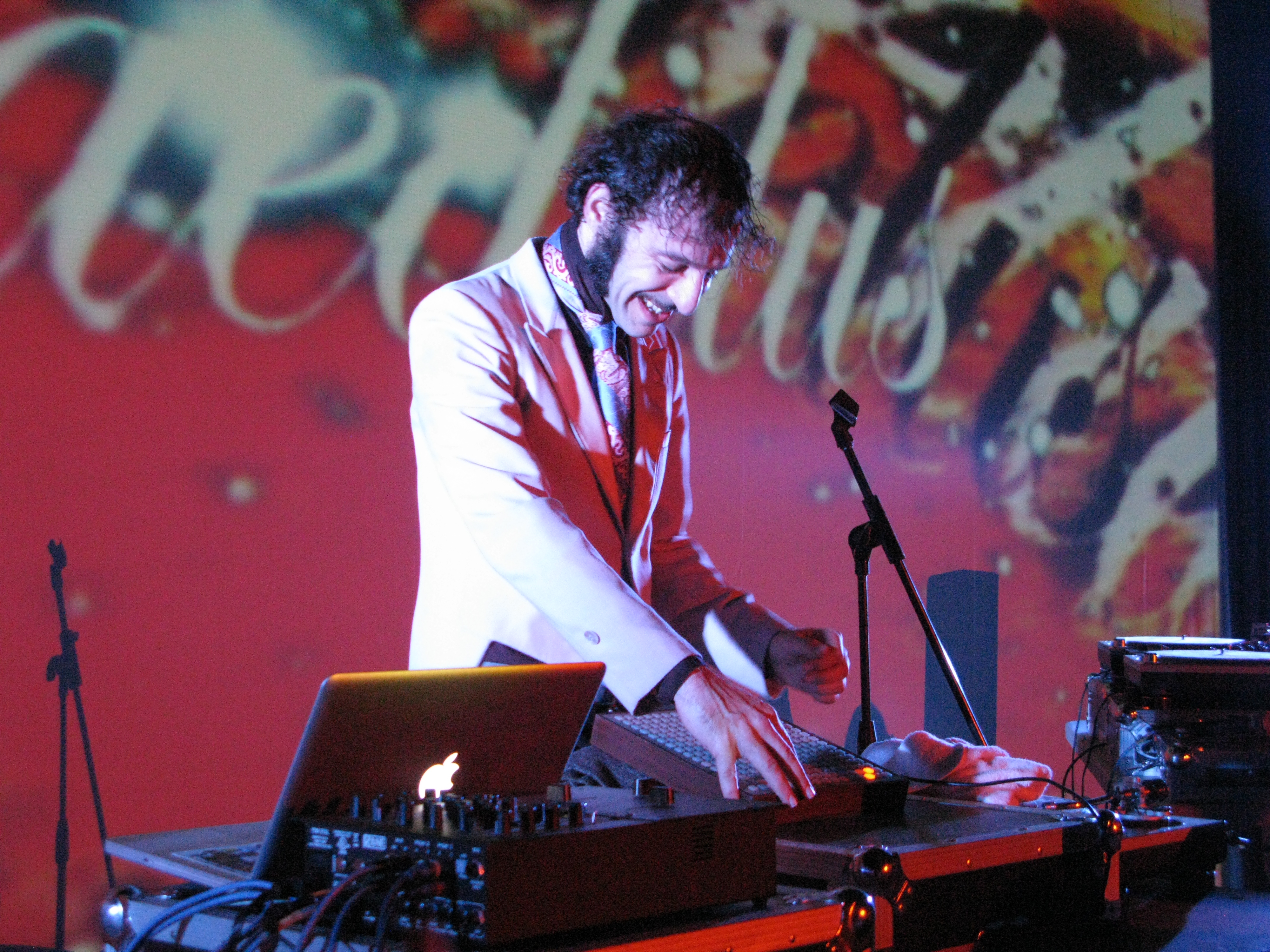
Daedelus est le compositeur des musiques de Nidhogg.

Nidhogg est un jeu en deux dimensions au visuel minimaliste et au style rétro. Il se rapproche des jeux des années 1980 par ses graphismes pixelisés et colorés. Les décors sont dessinés assez simplement et les épéistes sont représentés par des sprites unicolores assez grossiers. Lorsqu'un des personnages est tué, l'arène est repeinte par une giclée de sang de la même couleur que la victime,,.
La musique a été pensée par Daedelus, compositeur de musique électronique. La bande son est constituée de quatre morceaux, un pour chaque environnement. Elle est mixée de manière dynamique afin de créer un sentiment de renouveau à chaque partie ; en fonction des actions des joueurs, le programme modifie le rythme de la musique ou y ajoute différents éléments. Le développeur du jeu décrit cette idée comme naissant d'une volonté d'amplifier l'action tout en laissant aux joueurs un contrôle sur la tension du jeu.

## Conception
Le jeu a été conçu par le développeur indépendant Mark Essen — qui se fait appeler Messhof — à l'aide du logiciel Game Maker,.

### Conception
Messhof veut faire de Nidhogg un jeu de combat différent des références du genre. Il souhaite installer une certaine tension par des confrontations au rythme lent, pendant lesquelles chaque joueur essayerait de forcer son adversaire à faire le premier geste, par opposition à des jeux de combat comme Marvel vs. Capcom 2 où l'accent est mis sur la réalisation rapide de combinaisons de touche au moment approprié. Il indique Bushido Blade comme approximation de ce qu'il veut obtenir.
Messhof l'imagine comme un jeu destiné à être joué entre amis et comme eSport ; c'est pourquoi il souhaite qu'il reste clair et simple, car, selon lui, cela le rend agréable à regarder et facile à comprendre, à la fois pour les joueurs et pour les spectateurs. Il accorde donc de l'importance à la simplicité du gameplay et à la minimisation du nombre de boutons nécessaires. Ainsi, il limite la quantité de mouvements disponibles en excluant du panel des coups certaines idées dont l'implémentation était prévue, dont une charge au sol similaire à celle de Yoshi et un coup de pied au crâne inspiré de Karaté Kid.
En ce qui concerne le mode solo, Messhof a d'abord observé la manière dont les joueurs combattent et les stratégies qu'ils adoptent pour s'en inspirer pour coder les intelligences artificielles. Il a fait en sorte que chacune d'elles ait sa propre personnalité et privilégie certaines stratégies par rapport à d'autres. Selon lui, cela a pour but de préparer efficacement le joueur au jeu en ligne, en l'obligeant à affronter des adversaires diversifiés.
Le mode en ligne est lui-même conçu comme un entraînement pour le multijoueur local. Il le tient comme important pour le futur du jeu, car il permet aux joueurs de se confronter à de nombreuses manières de jouer différentes, ce qui n'est pas possible dans le cadre limité du jeu entre amis. Il le voit donc comme une manière d'améliorer le niveau global et donc d'assurer l'avenir du jeu comme eSport.

### Développement

#### Équipe
Nidhogg est conçu par Messhof, un développeur indépendant habitué à créer des jeux aux concepts et aux visuels inhabituels, principalement axés sur le multijoueur local,. Ses travaux précédents incluent Cowboyana, un jeu d'opposition se déroulant dans le Far West et Randy Balma: Municipal Abortionist, un jeu vidéo d'art expérimental contenant quatre mini-jeux aux graphismes nauséeux,,. 
 Nidhogg est son premier projet de jeu multijoueur jouable en ligne.
Au départ, Messhof est seul sur le projet, sur lequel il ne peut travailler qu'à temps partiel, puisqu'il doit aussi consacrer ses efforts à ses autres projets dans le domaine des jeux vidéo, à ses études supérieures, puis à son travail d'enseignant au sein de l'Université de Caroline du Sud. Il est par la suite rejoint par Kristy Norindr. Celle-ci est créditée de l'interface utilisateur et de la conception artistique ; de plus, elle l'aide à accélérer le projet grâce à ses compétentes de gestionnaire,.
Il s'adjoint également l'un de ses anciens étudiants, Denis McGrogan, pour travailler sur le netcode (en),.

#### Déroulement

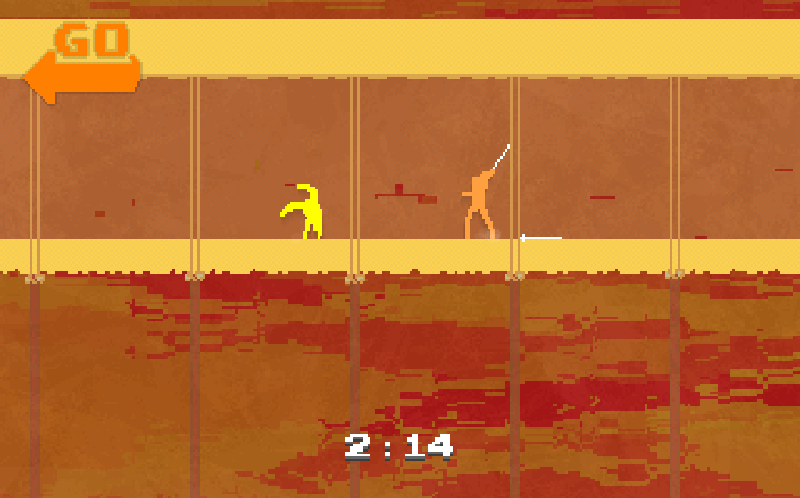
Faire la roue fait partie des mouvements ajoutés lors du développement.

Nidhogg est d'abord une commande pour le premier No Quarter, un salon de jeu vidéo spécialisé dans le multijoueur organisé par le Game Center de l'Université de New York. Il est visible pour la première fois en avril 2010 sous le nom de Raging Hadron.
Il faut ensuite presque quatre ans pour que le jeu soit prêt à être commercialisé. Pendant ce temps, il n’apparaît que lors d’événements assez confidentiels, ce qui suscite une attente chez les joueurs qui se demandent si le jeu finira par être accessible ; ainsi, un journaliste de Gamekult le décrit comme « une arlésienne indépendante », tandis que son confrère anglais de Gamasutra le qualifie de « fable vidéoludique »,. Messhof explique plus tard qu'il a voulu limiter la visibilité de son jeu tant qu'il n'était pas tout à fait au point, car il souhaitait que Nidhogg soit respecté sur la scène des jeux de combat, qu'il tient pour particulièrement exigeante.
Les améliorations durant ces quatre années sont principalement la mise au point du jeu en ligne et du mode solo, la composition de la bande son et le peaufinage continu de l'équilibre du jeu. Les quatre arènes sont conçues et plusieurs mouvements sont ajoutés, incluant la roulade, le wall jump et le coup de pied plongeant,.
Une démo jouable est disponible lors de l'Indie Showcase du tournoi de jeu de combat de l'Evolution Championship Series en juillet 2013, indiquant que le jeu est proche d'être terminé. Il est finalement commercialisé le 13 janvier 2014 sur Microsoft Windows par l'intermède de la plate-forme Steam. Le jeu est ensuite porté sur OS X le 19 mai 2014 et sur PlayStation 4 et PlayStation Vita (via le PlayStation Network) le 14 octobre 2014. Ce dernier portage est réalisé en partenariat avec l'équipe de Code Mystics.

## Accueil

### Critiques
Nidhogg a été reçu de manière généralement favorable selon les agrégateurs de notes Metacritic et GameRankings,. Les notes tournent autour d'une moyenne de 80%.
 La qualité de l'expérience de jeu en multijoueur local est unanimement reconnue ; sa simplicité, son accessibilité et sa convivialité sont particulièrement saluées, tout comme l'excellence de sa jouabilité et l'équilibre de son game design. En revanche, certains critiques considèrent que le prix du jeu est trop important par rapport au contenu disponible et beaucoup d'entre eux pointent du doigt les problèmes de latence du mode en ligne.

#### Critique du multijoueur local
La presse spécialisée salue unanimement le mode multijoueur local de Nidhogg. Elle note positivement le contraste entre la simplicité des commandes et la profondeur du gameplay,, ; Daniel Bischoff, de Game Revolution et Joe van Burik de Gamer.nl, le déclarent « facile à comprendre, difficile à maîtriser »,. Sa convivialité et son accessibilité pour les nouveaux joueurs — en cela compris ceux qui ne sont pas du tout familier avec le média — sont mises en avant,,.
La qualité de l'équilibrage est reconnu,,. L'accent mis sur l'intelligence de jeu plutôt que la technicité est également apprécié,,. Plusieurs commentateurs expliquent que le duel psychologique entre les deux joueurs crée une tension perpétuelle et offre une expérience de jeu mémorable, ainsi qu'un spectacle intéressant pour les spectateurs,.
Y participe aussi le suspense créé par le fait que le cours du match peut être renversé facilement, à cause de la structure particulière des parties,,. L'ensemble semble propice à un usage dans un contexte compétitif ; dans ce cadre, il est comparé par Phill Cameron du Daily Telegraph et par un journaliste de Edge à Super Smash Bros. Melee et Street Fighter II,,.
Selon Bo Moore de Wired, le jeu en local est en général plus difficile à organiser que le jeu en ligne, puisqu'il faut rassembler plusieurs personnes au même endroit et avoir le matériel nécessaire, et devient par conséquent une pratique marginale. Elle est négligée par l'industrie du jeu vidéo, ce qui entraîne une disparition progressive des pratiques sociales liées au jeu multijoueur. Nidhogg ferait partie d'une récente vague de jeux indépendants qui participent à leur renouveau, à l'instar de Samurai Gunn et TowerFall,,.

#### Critique du contenu
En revanche, les critiques sont plus mitigées pour le reste du contenu du jeu, parfois considéré comme trop maigre à la fois qualitativement et quantitativement. Le faible nombre d'arènes est, par exemple, plusieurs fois cité comme défaut, quoiqu'en général chacune d'elles leur paraisse suffisamment distincte pour garantir une expérience de jeu originale,,. La plupart des variantes proposées sont aussi souvent vécues comme superfétatoires, à l'exception peut-être de l'épée-boomerang,,.
Ce contenu relativement faible contraste, notamment selon Jorkens de Gamekult, avec les 15 € demandés à la sortie, prix qu'il trouve trop élevé pour un jeu dont le mode solo n'a qu'un intérêt et une durée de vie anecdotique,,. Celui-ci permet de se préparer au multijoueur, mais souffre de la stupidité des intelligences artificielles,.
Toutefois, certains commentateurs ne se formalisent pas de ce manque de contenu, arguant que l'absence de mode solo consistant n'est pas un problème pour un jeu axé sur le multijoueur,,.
Le mode en ligne est lui aussi critiqué. Ben Lee, de Digital Spy, explique que Nidhogg est un jeu où le timing est très important et où tout se joue sur des fractions de seconde ; par conséquent, la présence de lag — c'est-à-dire d'un décalage entre l'affichage et l'action — diminue considérablement la qualité de l'expérience de jeu. Or la plupart des testeurs racontent en avoir été perpétuellement victime,,. À la sortie du jeu, la qualité du matchmaking est également remise en question : plusieurs journalistes affirment avoir eu du mal à trouver des adversaires rapidement,,.

#### Critique des aspects artistiques
Comme pour les arènes, c'est sur le quantitatif plus que le qualitatif que les musiques de Daedelus sont critiquées,. C'est notamment l'avis de Kyle Hilliard, de Game Informer, pour qui « le nombre de morceaux est désespérant, mais ceux qui sont proposés sont fantastiques ». Cette qualité musicale est maintes fois relevée,,,.
Les qualités graphiques du jeu sont assez diversement considérées,. Kyle Hilliard trouve que les graphismes manquent de personnalité, mais ce n'est pas l'avis d'autres journalistes ; ainsi Keza MacDonald, de IGN, considère que « son style pixelisé et flashy le rend unique dans son genre ». Louis-Ferdinand Sebum de Canard PC estime que le niveau Clouds est raté car très peu lisible en raison d'un mauvais contraste des couleurs.

### Distinctions
Nidhogg a remporté plusieurs récompenses importantes du monde du jeu indépendant. Dès 2010, il est choisi comme le prix Indie game of the show du magazine Rock, Paper, Shotgun durant l'Eurogamer Expo.
En 2011, il gagne le prix Nuovo, récompensant le jeu le plus innovant de l'Independent Games Festival. Il est également nommé pour le Grand prix Seumas-McNally et dans la catégorie Excellence en game design.
Il remporte ensuite le Game Design Award de l'IndieCade en 2013.

## Postérité
Une suite intitulée Nidhogg II est annoncée en septembre 2016 et sort le 15 août 2017.